# Список пусковых участков и новых станций Новосибирского метрополитена
В этом списке приводятся все пусковые участки новых перегонов и/или новых станций Новосибирского метрополитена. Указаны только построенные участки, без строящихся и проектируемых. 
| Линия | Участок                                  | Дата            | Станций | Длина (км) | Станций всего | Длина всего | Примечания |
| ----- | ---------------------------------------- | --------------- | ------- | ---------- | ------------- | ----------- | --- |
|       | Красный проспект — Студенческая          | 7 января 1986   | 5       | 7,3        | 5             | 7,3         | |
|       | Площадь Гарина-Михайловского — Сибирская | 31 декабря 1987 | 2       | 1,6        | 7             | 8,9         | |
|       | Студенческая — Площадь Маркса            | 28 июля 1991    | 1       | 1,2        | 8             | 10,1        | |
|       | Красный проспект — Заельцовская          | 2 апреля 1992   | 2       | 2,0        | 10            | 12,1        | |
|       | Сибирская — Маршала Покрышкина           | 28 декабря 2000 | 1       | 1,1        | 11            | 13,2        | |
|       | Маршала Покрышкина — Берёзовая роща      | 25 июня 2005    | 1       | 1,2        | 12            | 14,4        | До 23 июня 2007 года челночное движение по одному пути                                                          |
|       | Берёзовая роща — Золотая Нива            | 7 октября 2010  | 1       | 1,5        | 13            | 15,9        | С 26 октября 2010 года по 9 февраля 2011 года была закрыта; Челночное движение по одному пути на части перегона |